# Кадина река
Кадина река (на македонска литературна норма: Кадина Река) е река в централната част на Северна Македония. Извира високо в планината Якубица и тече на изток между планините Голешница (на юг) и Китка (на север), за да се влее във Вардар, като неин десен приток. Дължината на реката е 34 километра.

## Течение
Кадина река извира в местността Юручка карпа на надморска височина от 2100 метра, в северните склонове на Якубица. Образувана е от сливането на четири речни потоци и има изразен планински характер. В горното течение Кадина река тече в посока юг–север, а от селото Алдинци до вливането си във Вардар или в средното и долното течение тече в посока запад–изток. Кадина Река има много притоци, но тяхното разпределение е асиметрично, тъй като десните са повече, а от ляво се влива само една река. По своето течение от дясната страна приема водата на притоците Пещерска и Дейковска река. Край селото Добрино в Кадина река се влива нейният десен и същевременно най-голям приток Мала река. Единственият ляв приток на Кадина река е Салакова река. Течейки през клисурест скален предел, реката се влива във Вардар в близост до село Смесница. По цялото течение (а особено в горния дял) в Кадина река може да се намери македонска пъстърва, която се размножава и живее в тази река. Поради дълбочината на Кадина река, която в нейното долно течение достига от 2 до 4 метра, в летния период тя е често посещавана от къпещи се и рибари.

## Име
Името Кадина река произлиза от първичната форма Кадиина река, тоест идва от турската дума от арабски произход кадия. Така значението на името Кадина река може да се тълкува като река, която принадлежи на кадията или река, край която живее кадията. Възможно е турците да са наричали реката Кади дере, но за това няма никакви писмени данни. В славянските земи се срещат много топоними с предикат „кадин/а“ – Кадино (Скопско) и Кадино село (Прилепско), Кадиново (Воденско), Кадин мост на Струма, в Сърбия (село Кадина Лука), в Босна и Херцеговина (Кадиняча), Хърватия (село Кадина Главица), дори и в Русия (село Кадино в Смоленската област). Имената може да се свържат и със славянското съществително и глагол кад, кади.
В много извори (книги и географски карти на балканските географи) реката се среща и под други имена, като Смесница, Тисовица и Тополница. Тисовица е име в горното течение с произход от тисовото дърво (Taxus baccata), а в долното течение е носела името Смесница със значение на място, където се смесват две реки. Реката вече се нарича Кадина по цялото течение, а тези имена се носят от две села на левия ѝ бряг - Тисовица и Смесница.

## Галерия
- Кадина река в долното течение недалеч от вливането във Вардар
- Кадина река между селата Смесница и Гумалево
- Кадина река в долното течение при изхода от клисурата край Смесница
- Меандър на Кадина река

## Хидрогеографски характеристики
Изворите на реката са на надморска височина 2100 метра, а устието на 212 метра, така Кадина река има пад от 1888 метра или 55,5 метра на километър и е много бърза. Кадина река е сред реките с най-голям пад в Северна Македония. След дъждове и топенето на снеговете реката се покачва, а през лятото нивото ѝ е ниско, а част от притоците ѝ почти пресъхват. Съседни реки са Маркова река на север и Тополка на юг, също десни притоци на Вардар.

## Стопански възможности
Кадина Река е една от най-чистите реки в Северна Македония. На няколко пъти са правени планове за използване на нейния водостопански потенциал. В петдесетте години на ХХ век тогавашната Драчевска община прави план за свързване на водите на Кадина река с Маркова река за напояване на 3000 хектара земеделска земя в полето около Драчево. Този план предвижда два начина за осъществяване на идеята: чрез прокопаване на тунел дълъг 1200 метра или чрез система от канали с лек и естествен пад на водите. Поради ниската населеност на нейната долина, на която се дължи чистотата на водата ѝ, в осемдесетте години на ХХ век се планира изграждане на язовир в горното течение между селата Алдинци и Палиград, който трябвало да се използва за снабдяване с питейна вода на град Скопие, за напояване и за нуждите на фабриката ОХИС. Изграждане на язовир на Кадина река за напояване и водоснабдяване е предвидена и в Просторния план на Северна Македония за периода 2002 – 2020 г. Според него е предвидено изграждане на стена на Кадина река край селото Палиград с изкуствено езеро между селата Палиград и Гумалево, с обем от 27 милиона кубически метра вода, от които 25 ще се използват за водоснабдяване, напояване, енергетика, контрол на наводнения и задържане на наноси.